# استان ریمینی

استان ریمینی (به ایتالیایی: Provincia di Rimini) از استان‌های کشور ایتالیا است. استان ریمینی در مرکز این کشور قرار دارد. مرکز این استان شهر ریمینی و زیرمجموعه ناحیه امیلیا-رومانیا می‌باشد. مساحت این استان ۸۶۳٫۵۸ کیلومتر مربع و جمعیت آن ۳۲۵٬۲۱۹ نفر است.
این استان از پاتوق های ساحلی مشهور اروپا است،  که به میامی اروپا نیز معروف است. 
ریمینی با 15کیلومتر ساحل شنی و تعداد زیادی پلاژساحلی، رستوران ها ، هتل ها، مشروب فروشی ها،دیسکو ها، پارک‌ آبی، آکواریوم و دلفیناریوم از بزرگترین مراکز تفریحی اروپا محسوب می‌شود. 